# Pierwszy rząd Rudolfa Berana
Pierwszy rząd Rudolfa Berana – rząd Drugiej Republiki Czechosłowackiej pod kierownictwem Rudolfa Berana. Urzędował od 1 grudnia 1938 roku do 15 marca 1939 roku.

## Skład rządu[1]
| Stanowisko                                     | Minister              | Okres urzędowania                  |
| ---------------------------------------------- | --------------------- | ---------------------------------- |
| Premier                                        | Rudolf Beran          | od 1 grudnia 1938                  |
| Minister spraw zagranicznych                   | František Chvalkovský | od 1 grudnia 1938                  |
| Minister spraw wewnętrznych                    | Otakar Fischer        | od 1 grudnia 1938                  |
| Minister finansów                              | Josef Kalfus          | od 1 grudnia 1938                  |
| Minister edukacji                              | Jan Kapras            | od 1 grudnia 1938                  |
| Minister obrony narodowej                      | gen. Jan Syrový       | od 1 grudnia 1938                  |
| Minister sprawiedliwości                       | Jaroslav Krejčí       | od 1 grudnia 1938                  |
| Minister przemysłu i handlu                    | Vlastimil Šádek       | od 1 grudnia 1938                  |
| Minister transportu                            | gen. Alois Eliáš      | od 1 grudnia 1938                  |
| Minister robót publicznych                     | Dominik Čipera        | od 1 grudnia 1938                  |
| Minister rolnictwa                             | Ladislav Feierabend   | od 1 grudnia 1938                  |
| Minister administracji społecznej i zdrowotnej | Vladislav Klumpar     | od 1 grudnia 1938                  |
| Minister bez teki                              | Jiří Havelka          | od 1 grudnia 1938                  |
| Minister bez teki                              | Karol Sidor           | od 1 grudnia 1938 do 14 marca 1939 |